# Phare de la Pointe Est
Le phare de la Pointe Est (en anglais : East Point Lighthouse) est un phare actif qui est situé sur le point le plus à l'ouest de l'île près de Souris, dans le Comté de Kings (province de l'Île-du-Prince-Édouard), au Canada. 
Ce phare est géré par la Garde côtière canadienne .
Il a été reconnu édifice fédéral du patrimoine le 2 avril 1992  par le bureau d'examen des édifices fédéraux du patrimoine canadien et reconnu lieu patrimonial désigné par le ministère du Tourisme et de la Culture le 3 octobre 2012.

## Histoire
Le phare, mis en service en 1876, marque le passage du golfe du Saint-Laurent vers le détroit de Northumberland. Le phare a été transféré plus près du rivage en 1885 et ensuite remis sur son site original en 1908 quand il fut menacé par l'érosion littorale. Il fut équipé d'une lentille de Fresnel de 4e ordre jusqu'en 2000 et remplacée par une balise moderne.
L'ancien bâtiment de la corne de brume a été transféré près du phare, en 2008, à cause de l'érosion. Il est maintenant utilisée pour l'accueil des visiteurs et boutique de souvenirs. Le site est ouvert de juin à septembre  par l'association Friends of Elmira.

## Description
Le phare est une tour octogonale blanche en bois de 19,5 m de haut, avec une galerie et une lanterne rouge. Il émet, à une hauteur focale de 30,5 m, un éclat blanc toutes les 5 secondes. Sa portée nominale est de 11 milles nautiques (environ 20 km).
Identifiant : ARLHS : CAN-165 - Amirauté : H-0920 - NGA : 8072 - CCG : 0943 .

## Caractéristique dufeu maritime
Fréquence : 5 secondes (W)
- Lumière : 2 secondes
- Obscurité : 3 secondes

|                         |
| Phare de la Pointe Est. |

### Lien connexe
- Liste des phares de l'Île-du-Prince-Édouard